# 배익기
배익기는  훈민정음 상주본의 발견자이다. 2008년 8월 집을 수리하다가 상주본을 발견했다고 공개했으나 골동품상 조용훈은 자신의 상주본을 훔친거라고 반발했다. 민사소송에서는 조씨에게 패소, 형사소송에서는 무죄 판결을 받았다.
그는 2017년 대한민국 재보궐선거 상주시·군위군·의성군·청송군에 출마했다. 